# Résultats de la primaire présidentielle du Parti démocrate américain de 2008
Cet article contient les résultats des primaires du parti démocrate aux États-Unis, en vue de l'élection présidentielle de 2008.

## Carte

Carte des résultats des primaires démocrates de 2008
Majorité des votes pour Barack Obama
Majorité des votes pour Hillary Clinton

## Résumé
|                                                                                      |                                 | Joe Biden | Hillary Clinton | Chris Dodd | John Edwards | Mike Gravel | Dennis Kucinich | Barack Obama | Bill Richardson |
| ------------------------------------------------------------------------------------ | ------------------------------- | --------- | --------------- | ---------- | ------------ | ----------- | --------------- | ------------ | --------------- |
|                                                                                      |                                 |           |                 |            |              |             |                 |              |                 |
| Total des délégués, 4232,5/4376                                                      | Total des délégués, 4232,5/4376 | –         | 2015            | –          | 17,5         | –           | –               | 2277         | –               |
| Super-délégués, 680/823,5                                                            | Super-délégués, 680/823,5       | –         | 277,5           | –          | –            | –           | –               | 478,5        | –               |
| Délégués assignés 3552,5/3552,5                                                      | Délégués assignés 3552,5/3552,5 | –         | 1737,5          | –          | 17,5         | –           | –               | 1798,5       | –               |
|                                                                                      |                                 |           |                 |            |              |             |                 |              |                 |
| 3 janvier                                                                            | Iowa 45                         | 1 %       | 30 % (14)       | 0 %        | 31 % (6)     | 0 %         | 0 %             | 35 % (25)    | 2 %             |
| 8 janvier                                                                            | New Hampshire 22                | 0 %       | 39 % (9)        | 0 %        | 17 % (4)     | 0 %         | 1 %             | 36 % (9)     | 5 %             |
| 15 janvier                                                                           | Michigan 128                    | –         | 55 % (69)       | 1 %        | –            | 0 %         | 4 %             | _ (59)       | –               |
| 19 janvier                                                                           | Nevada 25                       | –         | 51 % (12)       | –          | 4 %          | 0 %         | 0 %             | 45 % (13)    | –               |
| 26 janvier                                                                           | Caroline du Sud 45              | 0 %       | 27 % (12)       | 0 %        | 18 % (8)     | 0 %         | 0 %             | 55 % (25)    | 0 %             |
| 29 janvier                                                                           | Floride 185                     | 1 %       | 50 % (105)      | 0 %        | 14 % (13)    | 0 %         | 1 %             | 33 % (67)    | 1 %             |
| 5 février                                                                            | Alabama 52                      | 0 %       | 42 % (25)       | 0 %        | 1 %          | –           | –               | 56 % (27)    | 0 %             |
| 5 février                                                                            | Alaska 13                       | –         | 25 % (4)        | –          | –            | –           | –               | 75 % (9)     | –               |
| 5 février                                                                            | Arizona 56                      | –         | 50 % (31)       | 0 %        | 5 %          | 0 %         | 0 %             | 42 % (25)    | 1 %             |
| 5 février                                                                            | Arkansas 35                     | 0 %       | 70 % (27)       | 0 %        | 2 %          | 0 %         | 0 %             | 26 % (8)     | 0 %             |
| 5 février                                                                            | Californie 370                  | 0 %       | 52 % (204)      | 0 %        | 4 %          | 0 %         | 0 %             | 43 % (166)   | 0 %             |
| 5 février                                                                            | Colorado 55                     | 0 %       | 32 % (20)       | 0 %        | 0 %          | 0 %         | 0 %             | 67 % (35)    | 0 %             |
| 5 février                                                                            | Connecticut 48                  | 0 %       | 47 % (22)       | 0 %        | 1 %          | 0 %         | 0 %             | 51 % (26)    | 0 %             |
| 5 février                                                                            | Dakota du Nord 13               | –         | 37 % (5)        | –          | 1 %          | 0 %         | 0 %             | 61 % (8)     | –               |
| 5 février                                                                            | Delaware 15                     | 3 %       | 42 % (6)        | 0 %        | 1 %          | –           | 0 %             | 53 % (9)     | –               |
| 5 février                                                                            | À l'étranger 7                  | 0 %       | 32 % (2,5)      | –          | 1 %          | –           | 1 %             | 66 % (4,5)   | 0 %             |
| 5 février                                                                            | Géorgie 87                      | 0 %       | 31 % (27)       | 0 %        | 2 %          | 0 %         | 0 %             | 66 % (60)    | 0 %             |
| 5 février                                                                            | Idaho 18                        | –         | 17 % (3)        | –          | 1 %          | –           | –               | 80 % (15)    | –               |
| 5 février                                                                            | Illinois 153                    | 0 %       | 33 % (49)       | 0 %        | 2 %          | –           | 0 %             | 65 % (104)   | 0 %             |
| 5 février                                                                            | Kansas 32                       | –         | 26 % (9)        | –          | 0 %          | –           | 0 %             | 74 % (23)    | 0 %             |
| 5 février                                                                            | Massachusetts 93                | 0 %       | 57 % (55)       | 0 %        | 2 %          | 0 %         | 0 %             | 41 % (38)    | 0 %             |
| 5 février                                                                            | Minnesota 72                    | 0 %       | 32 % (24)       | 0 %        | 0 %          | –           | 0 %             | 66 % (48)    | 0 %             |
| 5 février                                                                            | Missouri 72                     | 0 %       | 48 % (36)       | 0 %        | 2 %          | 0 %         | 0 %             | 49 % (36)    | 0 %             |
| 5 février                                                                            | New Jersey 107                  | 0 %       | 54 % (59)       | –          | 1 %          | –           | 0 %             | 44 % (48)    | 0 %             |
| 5 février                                                                            | New York 232                    | 0 %       | 57 % (139)      | –          | 1 %          | –           | 1 %             | 40 % (93)    | 1 %             |
| 5 février                                                                            | Nouveau-Mexique 26              | 0 %       | 49 % (14)       | 0 %        | 1 %          | –           | 0 %             | 48 % (12)    | 1 %             |
| 5 février                                                                            | Oklahoma 38                     | –         | 55 % (24)       | 1 %        | 10 %         | –           | 1 %             | 31 % (14)    | 2 %             |
| 5 février                                                                            | Samoa américaines 3             | –         | 57 % (2)        | –          | –            | 0 %         | –               | 42 % (1)     | –               |
| 5 février                                                                            | Tennessee 68                    | 0 %       | 54 % (40)       | 0 %        | 4 %          | 0 %         | 0 %             | 41 % (28)    | 0 %             |
| 5 février                                                                            | Utah 23                         | 0 %       | 39 % (9)        | 0 %        | 3 %          | 0 %         | 0 %             | 57 % (14)    | 0 %             |
| 9 février                                                                            | Îles Vierges américaines 3      | –         | 8 %             | –          | –            | –           | –               | 92 % (3)     | –               |
| 9 février                                                                            | Louisiane 56                    | 2 %       | 36 % (22)       | 1 %        | 3 %          | –           | 0 %             | 57 % (34)    | 1 %             |
| 9 février                                                                            | Nebraska 24                     | –         | 32 % (8)        | –          | –            | –           | –               | 68 % (16)    | –               |
| 9 février                                                                            | Washington 78                   | –         | 31 % (26)       | –          | –            | –           | –               | 68 % (52)    | –               |
| 10 février                                                                           | Maine 24                        | –         | 40 % (9)        | –          | –            | –           | –               | 59 % (15)    | –               |
| 12 février                                                                           | District de Columbia 15         | –         | 24 % (3)        | –          | 0 %          | –           | 0 %             | 75 % (12)    | 0 %             |
| 12 février                                                                           | Maryland 70                     | 0 %       | 36 % (28)       | 0 %        | 1 %          | 0 %         | 0 %             | 60 % (42)    | 0 %             |
| 12 février                                                                           | Virginie 83                     | 0 %       | 35 % (29)       | –          | 1 %          | –           | 0 %             | 64 % (54)    | 0 %             |
| 19 février                                                                           | Hawaii 20                       | –         | 24 % (6)        | –          | 0 %          | –           | 0 %             | 76 % (14)    | –               |
| 19 février                                                                           | Wisconsin 74                    | 0 %       | 41 % (32)       | 0 %        | 1 %          | 0 %         | 0 %             | 58 % (42)    | 0 %             |
| 4 mars                                                                               | Ohio 141                        | –         | 54 % (75)       | –          | 2 %          | –           | –               | 44 % (66)    | –               |
| 4 mars                                                                               | Rhode Island 21                 | –         | 58 % (13)       | –          | 1 %          | –           | –               | 40 % (8)     | –               |
| 4 mars                                                                               | Texas 193                       | 0 %       | 51 % (95)       | 0 %        | 1 %          | –           | –               | 47 % (98)    | 0 %             |
| 4 mars                                                                               | Vermont 15                      | –         | 39 % (6)        | –          | 1 %          | –           | 1 %             | 59 % (9)     | –               |
| 8 mars                                                                               | Wyoming 12                      | –         | 38 % (5)        | –          | –            | –           | –               | 61 % (7)     | –               |
| 11 mars                                                                              | Mississippi 33                  | 0 %       | 37 % (14)       | 0 %        | 1 %          | 0 %         | 0 %             | 61 % (19)    | 0 %             |
| 22 avril                                                                             | Pennsylvanie 158                | –         | 55 % (85)       | –          | 0 %          | –           | –               | 45 % (73)    | –               |
| 3 mai                                                                                | Guam 3                          | –         | 50 % (2)        | –          | 0 %          | –           | –               | 50 % (2)     | –               |
| 6 mai                                                                                | Caroline du Nord 91             | –         | 42 % (50)       | –          | –            | 1 %         | –               | 56 % (65)    | –               |
| 6 mai                                                                                | Indiana 66                      | –         | 51 % (39)       | –          | –            | –           | –               | 49 % (33)    | –               |
| 13 mai                                                                               | Virginie-Occidentale 26         | –         | 67 % (21)       | –          | 7 %          | –           | –               | 26 % (7)     | –               |
| 20 mai                                                                               | Kentucky 47                     | –         | 65 % (37)       | –          | 2 %          | –           | –               | 30 % (14)    | –               |
| 20 mai                                                                               | Oregon 52                       | –         | 42 % (21)       | –          | –            | –           | –               | 58 % (31)    | –               |
| 1er juin                                                                             | Porto Rico 55                   | –         | 68 % (38)       | –          | –            | –           | –               | 32 % (17)    | –               |
| 3 juin                                                                               | Dakota du Sud 14                | –         | 55 % (9)        | –          | –            | –           | –               | 45 % (6)     | –               |
| 3 juin                                                                               | Montana 15                      | –         | 41 % (7)        | –          | –            | –           | –               | 56 % (9)     | –               |
| \| Légende : \| \| 1re place[4] \| \| 2e place[4] \| \| 3e place[4] \| \| Abandon \| |                                 |           |                 |            |              |             |                 |              |                 |
| Légende :                                                                            |                                 | 1re place |                 | 2e place   |              | 3e place    |                 | Abandon      |                 |

## Résultats par délégation
(Les délégations sont classées dans l'ordre chronologique de tenue de leurs primaires)

### Iowa
- Caucus : 3 janvier 2008
- Délégués nationaux : 45
- Super-délégués : 12

Le 3 janvier, les électeurs ont élu les délégués lors des caucus de circonscriptions. Le scrutin était ouvert aux électeurs de l'Iowa enregistrés comme démocrates (l'Iowa comptait 2 054 843 électeurs, dont 31 % de démocrates).
Ces délégués se réuniront le 15 mars 2008 aux conventions de comté afin d'élire les délégués aux conventions de districts et à la convention de l'État. Les conventions de districts, le 26 avril 2008, désigneront 29 délégués nationaux affiliés à un candidat. La convention de l'État, le 14 juin 2008, désignera 16 délégués nationaux affiliés à un candidat. Au total, 45 délégués nationaux seront alloués aux candidats. 12 autres super-délégués indépendants seront également envoyés à la convention nationale, pour un total de 57 délégués
Le tableau suivant récapitule les résultats obtenus par chaque candidat.
| Caucus démocrate de l'Iowa, 2008, | Caucus démocrate de l'Iowa, 2008, | Caucus démocrate de l'Iowa, 2008, | Caucus démocrate de l'Iowa, 2008, |
| Candidat                          | Votes                             | %                                 | Délégués nationaux                |
| --------------------------------- | --------------------------------- | --------------------------------- | --------------------------------- |
| Barack Obama                      | 93 952                            | 37,58 %                           | 25 (16)                           |
| John Edwards                      | 74 377                            | 29,75 %                           | 6 (14)                            |
| Hillary Clinton                   | 73 663                            | 29,47 %                           | 14 (15)                           |
| Bill Richardson                   | 5 278                             | 2,11 %                            | 0                                 |
| Joe Biden                         | 2 328                             | 0,93 %                            | 0                                 |
| Uncommitted                       | 345                               | 0,14 %                            | 0                                 |
| Christopher Dodd                  | 58                                | 0,02 %                            | 0                                 |
| Total                             | 250 001                           | 100 %                             | 45                                |

### New Hampshire
- Primaire : 8 janvier 2008
- Délégués nationaux : 22
- Super-délégués : 8

Tout électeur inscrit dans le New Hampshire peut participer à la primaire démocrate (mais uniquement à celle-ci : un électeur ne peut pas participer à la fois à la primaire démocrate et la primaire républicaine). Le New Hampshire compte 850 836 électeurs, dont 26 % enregistrés comme démocrates
22 délégués sont attribués à la proportionnelle des voix, dans chaque district, pour les candidats ayant reçu au moins 15 % des suffrages. 8 super-délégués, non affiliés à un candidat, sont également désignés. En tout, le New Hampshire envoie 30 délégués à la convention nationale
| Primaires démocrates du New Hampshire, 2008, | Primaires démocrates du New Hampshire, 2008, | Primaires démocrates du New Hampshire, 2008, | Primaires démocrates du New Hampshire, 2008, |
| Candidat                                     | Votes                                        | %                                            | Délégués nationaux                           |
| -------------------------------------------- | -------------------------------------------- | -------------------------------------------- | -------------------------------------------- |
| Hillary Clinton                              | 112 610                                      | 39,09 %                                      | 9                                            |
| Barack Obama                                 | 105 007                                      | 36,45 %                                      | 9                                            |
| John Edwards                                 | 48 818                                       | 16,95 %                                      | 4                                            |
| Bill Richardson                              | 13 239                                       | 4,60 %                                       | 0                                            |
| Dennis Kucinich                              | 3 901                                        | 1,35 %                                       | 0                                            |
| Joe Biden                                    | 642                                          | 0,22 %                                       | 0                                            |
| Mike Gravel                                  | 404                                          | 0,14 %                                       | 0                                            |
| Richard Caligiuri                            | 253                                          | 0,09 %                                       | 0                                            |
| Chris Dodd                                   | 205                                          | 0,07 %                                       | 0                                            |
| Autres                                       | 2 979                                        | 1,03 %                                       | 0                                            |
| Total                                        | 288 058                                      | 100 %                                        | 22                                           |

### Michigan
- Primaire : 15 janvier 2008
- Délégués nationaux : 0

En raison de la tenue de sa primaire avant le 5 février, le comité national démocrate a retiré au Michigan l'intégralité de ses 156 délégués ; cette primaire n'a donc aucun incidence sur l'élection finale. En outre, seuls Hillary Clinton, Christopher Dodd (qui s'est retiré de la course à l'investiture), Mike Gravel et Dennis Kucinich sont nommés sur les bulletins, les autres candidats boycottant l'élection du Michigan en protestation de sa date jugée trop hâtive.
En dehors de ces considérations, la primaire démocrate du Michigan s'est tenue le même jour que la primaire républicaine. Il s'agissait d'une primaire ouverte aux 7 180 778 électeurs inscrits dans le Michigan où aucune affiliation préalable au parti républicain n'était nécessaire
| Primaires démocrates du Michigan, 2008 | Primaires démocrates du Michigan, 2008 | Primaires démocrates du Michigan, 2008 | Primaires démocrates du Michigan, 2008 |
| Candidat                               | Votes                                  | %                                      | Délégués nationaux                     |
| -------------------------------------- | -------------------------------------- | -------------------------------------- | -------------------------------------- |
| Hillary Clinton                        | 328 309                                | 55,23 %                                | 69                                     |
| Dennis Kucinich                        | 21 715                                 | 3,65 %                                 | 0                                      |
| Chris Dodd                             | 3 845                                  | 0,65 %                                 | 0                                      |
| Mike Gravel                            | 2 361                                  | 0,40 %                                 | 0                                      |
| Autonomes                              | 238 168                                | 40,07 %                                | 0                                      |
| Barack Obama                           | 0                                      | 0,00 %                                 | 59                                     |
| Total                                  | 594 398                                | 100 %                                  | 128                                    |

### Nevada
- Caucus : 19 janvier 2008

| Caucus démocrate du Nevada, 2008 | Caucus démocrate du Nevada, 2008 | Caucus démocrate du Nevada, 2008 | Caucus démocrate du Nevada, 2008 |
| Candidat                         | Délégués de l'État               | %                                | Délégués nationaux               |
| -------------------------------- | -------------------------------- | -------------------------------- | -------------------------------- |
| Hillary Clinton                  | 5 459                            | 50,82 %                          | 12                               |
| Barack Obama                     | 4 844                            | 45,09 %                          | 13                               |
| John Edwards                     | 399                              | 3,71 %                           | 0                                |
| Dennis Kucinich                  | 5                                | 0,05 %                           | 0                                |
| Mike Gravel                      | 0                                | 0,00 %                           | 0                                |
| Autonomes                        | 35                               | 0,33 %                           | 0                                |
| Total                            | 10 742                           | 100 %                            | 25                               |

### Caroline du Sud
- Primaire : 26 janvier 2008

| Primaires démocrates de Caroline du Sud, 2008 | Primaires démocrates de Caroline du Sud, 2008 | Primaires démocrates de Caroline du Sud, 2008 | Primaires démocrates de Caroline du Sud, 2008 |
| Candidat                                      | Votes                                         | %                                             | Délégués nationaux                            |
| --------------------------------------------- | --------------------------------------------- | --------------------------------------------- | --------------------------------------------- |
| Barack Obama                                  | 295 214                                       | 55,44 %                                       | 25                                            |
| Hillary Clinton                               | 141 217                                       | 26,52 %                                       | 12                                            |
| John Edwards                                  | 93 576                                        | 17,57 %                                       | 8                                             |
| Bill Richardson                               | 727                                           | 0,14 %                                        | 0                                             |
| Joe Biden                                     | 694                                           | 0,13 %                                        | 0                                             |
| Dennis Kucinich                               | 552                                           | 0,10 %                                        | 0                                             |
| Christopher Dodd                              | 247                                           | 0,05 %                                        | 0                                             |
| Mike Gravel                                   | 241                                           | 0,05 %                                        | 0                                             |
| Total                                         | 532 468                                       | 100 %                                         | 45                                            |

### Floride
- Primaire : 29 janvier 2008

La Floride ayant programmé ses primaires trop tôt, le comité national démocrate lui a enlevé tous ses délégués, et la primaire ne comptera pas pour l'élection finale.
| Primaires démocrates de Floride, 2008 | Primaires démocrates de Floride, 2008 | Primaires démocrates de Floride, 2008 | Primaires démocrates de Floride, 2008 |
| Candidat                              | Votes                                 | %                                     | Délégués nationaux                    |
| ------------------------------------- | ------------------------------------- | ------------------------------------- | ------------------------------------- |
| Hillary Clinton                       | 870 986                               | 49,77 %                               | 105                                   |
| Barack Obama                          | 576 214                               | 32,93 %                               | 67                                    |
| John Edwards                          | 251 562                               | 14,38 %                               | 13                                    |
| Joe Biden                             | 15 704                                | 0,90 %                                | 0                                     |
| Bill Richardson                       | 14 999                                | 0,86 %                                | 0                                     |
| Dennis Kucinich                       | 9 703                                 | 0,55 %                                | 0                                     |
| Christopher Dodd                      | 5 477                                 | 0,31 %                                | 0                                     |
| Mike Gravel                           | 5 275                                 | 0,30 %                                | 0                                     |
| Total                                 | 1 749 920                             | 100 %                                 | 185                                   |

### Alabama
- Primaire : 5 février 2008

| Primaires démocrates d'Alabama, 2008 | Primaires démocrates d'Alabama, 2008 | Primaires démocrates d'Alabama, 2008 | Primaires démocrates d'Alabama, 2008 |
| Candidat                             | Votes                                | %                                    | Délégués nationaux                   |
| ------------------------------------ | ------------------------------------ | ------------------------------------ | ------------------------------------ |
| Barack Obama                         | 302 684                              | 55,80 %                              | 27                                   |
| Hillary Clinton                      | 226 454                              | 41,75 %                              | 25                                   |
| John Edwards                         | 7 933                                | 1,46 %                               | 0                                    |
| Joe Biden                            | 1 174                                | 0,22 %                               | 0                                    |
| Bill Richardson                      | 1 017                                | 0,19 %                               | 0                                    |
| Chris Dodd                           | 523                                  | 0,10 %                               | 0                                    |
| Autres                               | 2 672                                | 0,49 %                               | 0                                    |
| Total                                | 542 457                              | 100 %                                | 52                                   |

### Alaska
- Caucus : 5 février 2008

| Caucus démocrate de l'Alaska, 2008 | Caucus démocrate de l'Alaska, 2008 | Caucus démocrate de l'Alaska, 2008 | Caucus démocrate de l'Alaska, 2008 | Caucus démocrate de l'Alaska, 2008 |
| Candidat                           | Votes                              | %                                  | Délégués de l'État                 | Délégués nationaux                 |
| ---------------------------------- | ---------------------------------- | ---------------------------------- | ---------------------------------- | ---------------------------------- |
| Barack Obama                       | 6 674                              | 75,16 %                            | 306                                | 9                                  |
| Hillary Clinton                    | 2 194                              | 24,71 %                            | 104                                | 4                                  |
| Autres                             | 12                                 | 0,14 %                             | 1                                  | 0                                  |
| Total                              | 8 880                              | 100 %                              | 411                                | 13                                 |

### Arizona
- Primaire : 5 février 2008

| Primaires démocrates d'Arizona, 2008 | Primaires démocrates d'Arizona, 2008 | Primaires démocrates d'Arizona, 2008 | Primaires démocrates d'Arizona, 2008 |
| Candidat                             | Votes                                | %                                    | Délégués nationaux                   |
| ------------------------------------ | ------------------------------------ | ------------------------------------ | ------------------------------------ |
| Hillary Clinton                      | 229 501                              | 50,37 %                              | 31                                   |
| Barack Obama                         | 193 126                              | 42,39 %                              | 25                                   |
| John Edwards                         | 23 621                               | 5,18 %                               | 0                                    |
| Bill Richardson                      | 2 842                                | 0,62 %                               | 0                                    |
| Dennis Kucinich                      | 1 973                                | 0,43 %                               | 0                                    |
| Christopher Dodd                     | 484                                  | 0,11 %                               | 0                                    |
| Mike Gravel                          | 340                                  | 0,07 %                               | 0                                    |
| Autres                               | 3 748                                | 0,82 %                               | 0                                    |
| Total                                | 455 635                              | 100 %                                | 56                                   |

### Arkansas
- Primaire : 5 février 2008

| Primaires démocrates d'Arkansas, 2008 | Primaires démocrates d'Arkansas, 2008 | Primaires démocrates d'Arkansas, 2008 | Primaires démocrates d'Arkansas, 2008 |
| Candidat                              | Votes                                 | %                                     | Délégués nationaux                    |
| ------------------------------------- | ------------------------------------- | ------------------------------------- | ------------------------------------- |
| Hillary Clinton                       | 219 416                               | 70,10 %                               | 27                                    |
| Barack Obama                          | 82 010                                | 26,20 %                               | 8                                     |
| John Edwards                          | 5 852                                 | 1,87 %                                | 0                                     |
| Bill Richardson                       | 801                                   | 0,26 %                                | 0                                     |
| Joe Biden                             | 516                                   | 0,18 %                                | 0                                     |
| Dennis Kucinich                       | 367                                   | 0,12 %                                | 0                                     |
| Mike Gravel                           | 353                                   | 0,11 %                                | 0                                     |
| Chris Dodd                            | 271                                   | 0,09 %                                | 0                                     |
| Autres                                | 3 399                                 | 1,09 %                                | 0                                     |
| Total                                 | 312 985                               | 100 %                                 | 35                                    |

### Californie
- Primaire : 5 février 2008

| Primaires démocrates de Californie, 2008 | Primaires démocrates de Californie, 2008 | Primaires démocrates de Californie, 2008 | Primaires démocrates de Californie, 2008 |
| Candidat                                 | Votes                                    | %                                        | Délégués nationaux                       |
| ---------------------------------------- | ---------------------------------------- | ---------------------------------------- | ---------------------------------------- |
| Hillary Clinton                          | 2 432 459                                | 51,76 %                                  | 204                                      |
| Barack Obama                             | 2 007 934                                | 42,73 %                                  | 166                                      |
| John Edwards                             | 185 514                                  | 3,95 %                                   | 0                                        |
| Dennis Kucinich                          | 22 526                                   | 0,48 %                                   | 0                                        |
| Bill Richardson                          | 18 873                                   | 0,40 %                                   | 0                                        |
| Joe Biden                                | 17 205                                   | 0,37 %                                   | 0                                        |
| Mike Gravel                              | 7 559                                    | 0,16 %                                   | 0                                        |
| Chris Dodd                               | 7 451                                    | 0,16 %                                   | 0                                        |
| Total                                    | 4 699 521                                | 100 %                                    | 370                                      |

### Colorado
- Caucus : 5 février 2008

| Caucus démocrate du Colorado, 2008 | Caucus démocrate du Colorado, 2008 | Caucus démocrate du Colorado, 2008 | Caucus démocrate du Colorado, 2008 |
| Candidat                           | Votes                              | %                                  | Délégués nationaux                 |
| ---------------------------------- | ---------------------------------- | ---------------------------------- | ---------------------------------- |
| Barack Obama                       | 79 700                             | 66,53 %                            | 35                                 |
| Hillary Clinton                    | 38 648                             | 32,26 %                            | 20                                 |
| John Edwards                       | 102                                | 0,09 %                             | 0                                  |
| Dennis Kucinich                    | 57                                 | 0,05 %                             | 0                                  |
| Bill Richardson                    | 18                                 | 0,02 %                             | 0                                  |
| Mike Gravel                        | 17                                 | 0,01 %                             | 0                                  |
| Joe Biden                          | 4                                  | 0 %                                | 0                                  |
| Chris Dodd                         | 0                                  | 0 %                                | 0                                  |
| Autres                             | 1 253                              | 1,05 %                             | 0                                  |
| Total                              | 119 799                            | 100 %                              | 55                                 |

### Connecticut
- Primaire : 5 février 2008

| Primaires démocrates du Connecticut, 2008 | Primaires démocrates du Connecticut, 2008 | Primaires démocrates du Connecticut, 2008 | Primaires démocrates du Connecticut, 2008 |
| Candidat                                  | Votes                                     | %                                         | Délégués nationaux                        |
| ----------------------------------------- | ----------------------------------------- | ----------------------------------------- | ----------------------------------------- |
| Barack Obama                              | 179 349                                   | 50,73 %                                   | 26                                        |
| Hillary Clinton                           | 164 831                                   | 46,63 %                                   | 22                                        |
| John Edwards                              | 3 408                                     | 0,96 %                                    | 0                                         |
| Chris Dodd                                | 906                                       | 0,26 %                                    | 0                                         |
| Dennis Kucinich                           | 845                                       | 0,24 %                                    | 0                                         |
| Joe Biden                                 | 458                                       | 0,13 %                                    | 0                                         |
| Bill Richardson                           | 439                                       | 0,12 %                                    | 0                                         |
| Mike Gravel                               | 272                                       | 0,08 %                                    | 0                                         |
| Autres                                    | 2 996                                     | 0,85 %                                    | 0                                         |
| Total                                     | 353 504                                   | 100 %                                     | 48                                        |

### Dakota du Nord
- Caucus : 5 février 2008

| Caucus démocrate du Dakota du Nord, 2008 | Caucus démocrate du Dakota du Nord, 2008 | Caucus démocrate du Dakota du Nord, 2008 | Caucus démocrate du Dakota du Nord, 2008 |
| Candidat                                 | Votes                                    | %                                        | Délégués nationaux                       |
| ---------------------------------------- | ---------------------------------------- | ---------------------------------------- | ---------------------------------------- |
| Barack Obama                             | 11 625                                   | 61,32 %                                  | 8                                        |
| Hillary Clinton                          | 6 948                                    | 36,65 %                                  | 5                                        |
| John Edwards                             | 283                                      | 1,49 %                                   | 0                                        |
| Dennis Kucinich                          | 72                                       | 0,38 %                                   | 0                                        |
| Mike Gravel                              | 31                                       | 0,16 %                                   | 0                                        |
| Total                                    | 18 959                                   | 100 %                                    | 13                                       |

### Delaware
- Primaire : 5 février 2008

| Primaires démocrates du Delaware, 2008 | Primaires démocrates du Delaware, 2008 | Primaires démocrates du Delaware, 2008 | Primaires démocrates du Delaware, 2008 |
| Candidat                               | Votes                                  | %                                      | Délégués nationaux                     |
| -------------------------------------- | -------------------------------------- | -------------------------------------- | -------------------------------------- |
| Barack Obama                           | 51 148                                 | 53,07 %                                | 9                                      |
| Hillary Clinton                        | 40 760                                 | 42,29 %                                | 6                                      |
| Joe Biden                              | 2 863                                  | 2,97 %                                 | 0                                      |
| John Edwards                           | 1 241                                  | 1,29 %                                 | 0                                      |
| Dennis Kucinich                        | 192                                    | 0,20 %                                 | 0                                      |
| Chris Dodd                             | 170                                    | 0,18 %                                 | 0                                      |
| Total                                  | 96 374                                 | 100 %                                  | 15                                     |

### Démocrates à l'étranger
- Primaire : 5 février 2008

| Primaires des démocrates à l'étranger, 2008 | Primaires des démocrates à l'étranger, 2008 | Primaires des démocrates à l'étranger, 2008 | Primaires des démocrates à l'étranger, 2008 |
| Candidat                                    | Votes                                       | %                                           | Délégués nationaux                          |
| ------------------------------------------- | ------------------------------------------- | ------------------------------------------- | ------------------------------------------- |
| Barack Obama                                | 15 214                                      | 65,85 %                                     | 3                                           |
| Hillary Clinton                             | 7 501                                       | 32,46 %                                     | 1                                           |
| John Edwards                                | 159                                         | 0,69 %                                      | 0                                           |
| Dennis Kucinich                             | 143                                         | 0,62 %                                      | 0                                           |
| Bill Richardson                             | 19                                          | 0,08 %                                      | 0                                           |
| Joe Biden                                   | 15                                          | 0,06 %                                      | 0                                           |
| Autres                                      | 54                                          | 0,23 %                                      | 0                                           |
| Total                                       | 23 105                                      | 100 %                                       | 7                                           |

### Géorgie
- Primaire : 5 février 2008

| Primaires démocrates de Géorgie, 2008 | Primaires démocrates de Géorgie, 2008 | Primaires démocrates de Géorgie, 2008 | Primaires démocrates de Géorgie, 2008 |
| Candidat                              | Votes                                 | %                                     | Délégués nationaux                    |
| ------------------------------------- | ------------------------------------- | ------------------------------------- | ------------------------------------- |
| Barack Obama                          | 704 247                               | 66,39 %                               | 60                                    |
| Hillary Clinton                       | 330 026                               | 31,11 %                               | 27                                    |
| John Edwards                          | 18 209                                | 1,72 %                                | 0                                     |
| Joe Biden                             | 2 538                                 | 0,24 %                                | 0                                     |
| Dennis Kucinich                       | 2 096                                 | 0,20 %                                | 0                                     |
| Bill Richardson                       | 1 879                                 | 0,18 %                                | 0                                     |
| Mike Gravel                           | 952                                   | 0,09 %                                | 0                                     |
| Chris Dodd                            | 904                                   | 0,09 %                                | 0                                     |
| Total                                 | 1 060 851                             | 100 %                                 | 87                                    |

### Idaho
- Caucus : 5 février 2008

| Caucus démocrate de l'Idaho, 2008 | Caucus démocrate de l'Idaho, 2008 | Caucus démocrate de l'Idaho, 2008 | Caucus démocrate de l'Idaho, 2008 |
| Candidat                          | Votes                             | %                                 | Délégués nationaux                |
| --------------------------------- | --------------------------------- | --------------------------------- | --------------------------------- |
| Barack Obama                      | 16 880                            | 79,53 %                           | 15                                |
| Hillary Clinton                   | 3 655                             | 17,22 %                           | 3                                 |
| John Edwards                      | 137                               | 0,65 %                            | 0                                 |
| Autre                             | 552                               | 2,60 %                            | 0                                 |
| Total                             | 21 224                            | 100 %                             | 18                                |

### Illinois
- Primaire : 5 février 2008

| Primaires démocrates de l'Illinois, 2008 | Primaires démocrates de l'Illinois, 2008 | Primaires démocrates de l'Illinois, 2008 | Primaires démocrates de l'Illinois, 2008 |
| Candidat                                 | Votes                                    | %                                        | Délégués nationaux                       |
| ---------------------------------------- | ---------------------------------------- | ---------------------------------------- | ---------------------------------------- |
| Barack Obama                             | 1 301 954                                | 64,57 %                                  | 104                                      |
| Hillary Clinton                          | 662 845                                  | 32,87 %                                  | 49                                       |
| John Edwards                             | 39 001                                   | 1,93 %                                   | 0                                        |
| Dennis Kucinich                          | 4 148                                    | 0,21 %                                   | 0                                        |
| Joe Biden                                | 3 727                                    | 0,18 %                                   | 0                                        |
| Bill Richardson                          | 3 486                                    | 0,17 %                                   | 0                                        |
| Chris Dodd                               | 1 155                                    | 0,06 %                                   | 0                                        |
| Total                                    | 2 016 316                                | 100 %                                    | 153                                      |

### Kansas
- Caucus : 5 février 2008

| Caucus démocrate du Dakota du Kansas, 2008 | Caucus démocrate du Dakota du Kansas, 2008 | Caucus démocrate du Dakota du Kansas, 2008 | Caucus démocrate du Dakota du Kansas, 2008 |
| Candidat                                   | Votes                                      | %                                          | Délégués nationaux                         |
| ------------------------------------------ | ------------------------------------------ | ------------------------------------------ | ------------------------------------------ |
| Barack Obama                               | 27 172                                     | 73,99 %                                    | 23                                         |
| Hillary Clinton                            | 9 462                                      | 25,77 %                                    | 9                                          |
| John Edwards                               | 53                                         | 0,14 %                                     | 0                                          |
| Dennis Kucinich                            | 35                                         | 0,10 %                                     | 0                                          |
| Bill Richardson                            | 1                                          | 0,00 %                                     | 0                                          |
| Total                                      | 36 723                                     | 100 %                                      | 32                                         |

### Massachusetts
- Primaire : 5 février 2008

| Primaires démocrates du Massachusetts, 2008 | Primaires démocrates du Massachusetts, 2008 | Primaires démocrates du Massachusetts, 2008 | Primaires démocrates du Massachusetts, 2008 |
| Candidat                                    | Votes                                       | %                                           | Délégués nationaux                          |
| ------------------------------------------- | ------------------------------------------- | ------------------------------------------- | ------------------------------------------- |
| Hillary Clinton                             | 704 591                                     | 56,52 %                                     | 55                                          |
| Barack Obama                                | 511 887                                     | 41,06 %                                     | 38                                          |
| John Edwards                                | 19 889                                      | 1,60 %                                      | 0                                           |
| Joe Biden                                   | 3 546                                       | 0,28 %                                      | 0                                           |
| Dennis Kucinich                             | 2 984                                       | 0,24 %                                      | 0                                           |
| Bill Richardson                             | 1 840                                       | 0,15 %                                      | 0                                           |
| Mike Gravel                                 | 1 072                                       | 0,08 %                                      | 0                                           |
| Chris Dodd                                  | 819                                         | 0,07 %                                      | 0                                           |
| Total                                       | 1 246 628                                   | 100 %                                       | 93                                          |

### Minnesota
- Caucus : 5 février 2008

| Caucus démocrate du Minnesota, 2008 | Caucus démocrate du Minnesota, 2008 | Caucus démocrate du Minnesota, 2008 | Caucus démocrate du Minnesota, 2008 |
| Candidat                            | Votes                               | %                                   | Délégués nationaux                  |
| ----------------------------------- | ----------------------------------- | ----------------------------------- | ----------------------------------- |
| Barack Obama                        | 142 088                             | 66,39 %                             | 48                                  |
| Hillary Clinton                     | 68 980                              | 32,23 %                             | 24                                  |
| John Edwards                        | 985                                 | 0,46 %                              | 0                                   |
| Dennis Kucinich                     | 361                                 | 0,17 %                              | 0                                   |
| Joe Biden                           | 129                                 | 0,06 %                              | 0                                   |
| Bill Richardson                     | 82                                  | 0,04 %                              | 0                                   |
| Chris Dodd                          | 77                                  | 0,04 %                              | 0                                   |
| Autre                               | 1 329                               | 0,62 %                              | 0                                   |
| Total                               | 214 031                             | 100 %                               | 72                                  |

### Missouri
- Primaire : 5 février 2008

| Primaires démocrates du Missouri, 2008 | Primaires démocrates du Missouri, 2008 | Primaires démocrates du Missouri, 2008 | Primaires démocrates du Missouri, 2008 |
| Candidat                               | Votes                                  | %                                      | Délégués nationaux                     |
| -------------------------------------- | -------------------------------------- | -------------------------------------- | -------------------------------------- |
| Barack Obama                           | 405 473                                | 49,24 %                                | 36                                     |
| Hillary Clinton                        | 395 008                                | 47,97 %                                | 36                                     |
| John Edwards                           | 16 736                                 | 2,03 %                                 | 0                                      |
| Dennis Kucinich                        | 820                                    | 0,10 %                                 | 0                                      |
| Bill Richardson                        | 689                                    | 0,08 %                                 | 0                                      |
| Joe Biden                              | 629                                    | 0,08 %                                 | 0                                      |
| Mike Gravel                            | 437                                    | 0,05 %                                 | 0                                      |
| Christopher Dodd                       | 249                                    | 0,03 %                                 | 0                                      |
| Autre                                  | 3 357                                  | 0,41 %                                 | 0                                      |
| Total                                  | 823 398                                | 100 %                                  | 72                                     |

### New Jersey
- Primaire : 5 février 2008

| Primaires démocrates du New Jersey, 2008 | Primaires démocrates du New Jersey, 2008 | Primaires démocrates du New Jersey, 2008 | Primaires démocrates du New Jersey, 2008 |
| Candidat                                 | Votes                                    | %                                        | Délégués nationaux                       |
| ---------------------------------------- | ---------------------------------------- | ---------------------------------------- | ---------------------------------------- |
| Hillary Clinton                          | 602 576                                  | 53,81 %                                  | 59                                       |
| Barack Obama                             | 492 186                                  | 43,95 %                                  | 48                                       |
| John Edwards                             | 14 607                                   | 1,30 %                                   | 0                                        |
| Joe Biden                                | 4 021                                    | 0,36 %                                   | 0                                        |
| Bill Richardson                          | 3 305                                    | 0,30 %                                   | 0                                        |
| Dennis Kucinich                          | 3 073                                    | 0,27 %                                   | 0                                        |
| Total                                    | 1 119 768                                | 100 %                                    | 107                                      |

### New York
- Primaire : 5 février 2008

| Primaires démocrates du New York, 2008 | Primaires démocrates du New York, 2008 | Primaires démocrates du New York, 2008 | Primaires démocrates du New York, 2008 |
| Candidat                               | Votes                                  | %                                      | Délégués nationaux                     |
| -------------------------------------- | -------------------------------------- | -------------------------------------- | -------------------------------------- |
| Hillary Clinton                        | 1 003 623                              | 57,38 %                                | 139                                    |
| Barack Obama                           | 697 914                                | 39,90 %                                | 93                                     |
| John Edwards                           | 19 725                                 | 1,13 %                                 | 0                                      |
| Dennis Kucinich                        | 11 865                                 | 0,68 %                                 | 0                                      |
| Bill Richardson                        | 10 969                                 | 0,63 %                                 | 0                                      |
| Joe Biden                              | 4 885                                  | 0,28 %                                 | 0                                      |
| Total                                  | 1 748 981                              | 100 %                                  | 232                                    |

### Nouveau-Mexique
- Caucus : 5 février 2008

| Caucus démocrate du Nouveau-Mexique, 2008 | Caucus démocrate du Nouveau-Mexique, 2008 | Caucus démocrate du Nouveau-Mexique, 2008 | Caucus démocrate du Nouveau-Mexique, 2008 |
| Candidat                                  | Votes                                     | %                                         | Délégués nationaux                        |
| ----------------------------------------- | ----------------------------------------- | ----------------------------------------- | ----------------------------------------- |
| Hillary Clinton                           | 73 105                                    | 48,81 %                                   | 14                                        |
| Barack Obama                              | 71 396                                    | 47,76 %                                   | 12                                        |
| John Edwards                              | 2 157                                     | 1,44 %                                    | 0                                         |
| Bill Richardson                           | 1 305                                     | 0,87 %                                    | 0                                         |
| Dennis Kucinich                           | 574                                       | 0,38 %                                    | 0                                         |
| Joe Biden                                 | 122                                       | 0,08 %                                    | 0                                         |
| Chris Dodd                                | 81                                        | 0,05 %                                    | 0                                         |
| Autres                                    | 1 039                                     | 0,69 %                                    | 0                                         |
| Total                                     | 149 779                                   | 100 %                                     | 26                                        |

### Oklahoma
- Primaire : 5 février 2008

| Primaires démocrates de l'Oklahoma, 2008 | Primaires démocrates de l'Oklahoma, 2008 | Primaires démocrates de l'Oklahoma, 2008 | Primaires démocrates de l'Oklahoma, 2008 |
| Candidat                                 | Votes                                    | %                                        | Délégués nationaux                       |
| ---------------------------------------- | ---------------------------------------- | ---------------------------------------- | ---------------------------------------- |
| Hillary Clinton                          | 228 480                                  | 54,76 %                                  | 24                                       |
| Barack Obama                             | 130 130                                  | 31,19 %                                  | 14                                       |
| John Edwards                             | 42 725                                   | 10,24 %                                  | 0                                        |
| Bill Richardson                          | 7 078                                    | 1,70 %                                   | 0                                        |
| Chris Dodd                               | 2 511                                    | 0,60 %                                   | 0                                        |
| Dennis Kucinich                          | 2 378                                    | 0,57 %                                   | 0                                        |
| Autres                                   | 3 905                                    | 0,94 %                                   | 0                                        |
| Total                                    | 417 207                                  | 100 %                                    | 38                                       |

### Samoa américaines
- Caucus : 5 février 2008

| Caucus démocrate des Samoa américaines, 2008 | Caucus démocrate des Samoa américaines, 2008 | Caucus démocrate des Samoa américaines, 2008 | Caucus démocrate des Samoa américaines, 2008 |
| Candidat                                     | Votes                                        | %                                            | Délégués nationaux                           |
| -------------------------------------------- | -------------------------------------------- | -------------------------------------------- | -------------------------------------------- |
| Hillary Clinton                              | 163                                          | 57,19 %                                      | 2                                            |
| Barack Obama                                 | 121                                          | 42,45 %                                      | 1                                            |
| Mike Gravel                                  | 1                                            | 0,35 %                                       | 0                                            |
| Total                                        | 285                                          | 100 %                                        | 3                                            |

### Tennessee
- Primaire : 5 février 2008

| Primaires démocrates du Tennessee, 2008 | Primaires démocrates du Tennessee, 2008 | Primaires démocrates du Tennessee, 2008 | Primaires démocrates du Tennessee, 2008 |
| Candidat                                | Votes                                   | %                                       | Délégués nationaux                      |
| --------------------------------------- | --------------------------------------- | --------------------------------------- | --------------------------------------- |
| Hillary Clinton                         | 332 599                                 | 53,76 %                                 | 40                                      |
| Barack Obama                            | 250 730                                 | 40,52 %                                 | 28                                      |
| John Edwards                            | 27 644                                  | 4,47 %                                  | 0                                       |
| Joe Biden                               | 1 522                                   | 0,25 %                                  | 0                                       |
| Bill Richardson                         | 1 163                                   | 0,19 %                                  | 0                                       |
| Dennis Kucinich                         | 959                                     | 0,15 %                                  | 0                                       |
| Chris Dodd                              | 523                                     | 0,08 %                                  | 0                                       |
| Mike Gravel                             | 460                                     | 0,07 %                                  | 0                                       |
| Autres                                  | 3 111                                   | 0,50 %                                  | 0                                       |
| Total                                   | 618 711                                 | 100 %                                   | 68                                      |

### Utah
- Primaire : 5 février 2008

| Primaires démocrates de l'Utah, 2008 | Primaires démocrates de l'Utah, 2008 | Primaires démocrates de l'Utah, 2008 | Primaires démocrates de l'Utah, 2008 |
| Candidat                             | Votes                                | %                                    | Délégués nationaux                   |
| ------------------------------------ | ------------------------------------ | ------------------------------------ | ------------------------------------ |
| Barack Obama                         | 70 414                               | 56,60 %                              | 14                                   |
| Hillary Clinton                      | 48 766                               | 39,20 %                              | 9                                    |
| John Edwards                         | 3 526                                | 2,83 %                               | 0                                    |
| Bill Richardson                      | 526                                  | 0,42 %                               | 0                                    |
| Joe Biden                            | 447                                  | 0,36 %                               | 0                                    |
| Dennis Kucinich                      | 383                                  | 0,31 %                               | 0                                    |
| Mike Gravel                          | 156                                  | 0,13 %                               | 0                                    |
| Chris Dodd                           | 110                                  | 0,09 %                               | 0                                    |
| Autres                               | 68                                   | 0,05 %                               | 0                                    |
| Total                                | 124 396                              | 100 %                                | 23                                   |

### Îles Vierges américaines
- Primaire : 9 février 2008

| Primaires démocrates des Îles Vierges américaines, 2008 | Primaires démocrates des Îles Vierges américaines, 2008 | Primaires démocrates des Îles Vierges américaines, 2008 | Primaires démocrates des Îles Vierges américaines, 2008 |
| Candidat                                                | Votes                                                   | %                                                       | Délégués nationaux                                      |
| ------------------------------------------------------- | ------------------------------------------------------- | ------------------------------------------------------- | ------------------------------------------------------- |
| Barack Obama                                            | 1 772                                                   | 92,24 %                                                 | 3                                                       |
| Hillary Clinton                                         | 149                                                     | 7,76 %                                                  | 0                                                       |
| Total                                                   | 1 921                                                   | 100 %                                                   | 3                                                       |

### Louisiane
- Primaire : 9 février 2008

| Primaires démocrates de Louisiane, 2008 | Primaires démocrates de Louisiane, 2008 | Primaires démocrates de Louisiane, 2008 | Primaires démocrates de Louisiane, 2008 |
| Candidat                                | Votes                                   | %                                       | Délégués nationaux                      |
| --------------------------------------- | --------------------------------------- | --------------------------------------- | --------------------------------------- |
| Barack Obama                            | 220 588                                 | 57,39 %                                 | 34                                      |
| Hillary Clinton                         | 136 959                                 | 35,63 %                                 | 22                                      |
| John Edwards                            | 13 034                                  | 3,39 %                                  | 0                                       |
| Joe Biden                               | 6 179                                   | 1,61 %                                  | 0                                       |
| Bill Richardson                         | 4 258                                   | 1,11 %                                  | 0                                       |
| Chris Dodd                              | 1 925                                   | 0,50 %                                  | 0                                       |
| Dennis Kucinich                         | 1 405                                   | 0,37 %                                  | 0                                       |
| Total                                   | 384 348                                 | 100 %                                   | 56                                      |

### Nebraska
- Caucus : 9 février 2008

| Caucus démocrate du Nebraska, 2008 | Caucus démocrate du Nebraska, 2008 | Caucus démocrate du Nebraska, 2008 | Caucus démocrate du Nebraska, 2008 |
| Candidat                           | Votes                              | %                                  | Délégués nationaux                 |
| ---------------------------------- | ---------------------------------- | ---------------------------------- | ---------------------------------- |
| Barack Obama                       | 26 126                             | 67,56 %                            | 16                                 |
| Hillary Clinton                    | 12 445                             | 32,18 %                            | 8                                  |
| Autre                              | 99                                 | 0,26 %                             | 0                                  |
| Total                              | 38 670                             | 100 %                              | 24                                 |

### Washington
- Caucus : 9 février 2008

| Caucus démocrate du Washington, 2008 | Caucus démocrate du Washington, 2008 | Caucus démocrate du Washington, 2008 | Caucus démocrate du Washington, 2008 |
| Candidat                             | Votes                                | %                                    | Délégués nationaux                   |
| ------------------------------------ | ------------------------------------ | ------------------------------------ | ------------------------------------ |
| Barack Obama                         | 21 768                               | 67,56 %                              | 52                                   |
| Hillary Clinton                      | 10 038                               | 31,15 %                              | 26                                   |
| Autre                                | 414                                  | 1,29 %                               | 0                                    |
| Total                                | 32 220                               | 100 %                                | 78                                   |

### Maine
- Caucus : 10 février 2008

| Caucus démocrate du Maine, 2008 | Caucus démocrate du Maine, 2008 | Caucus démocrate du Maine, 2008 | Caucus démocrate du Maine, 2008 |
| Candidat                        | Votes                           | %                               | Délégués nationaux              |
| ------------------------------- | ------------------------------- | ------------------------------- | ------------------------------- |
| Barack Obama                    | 2 079                           | 59,45 %                         | 15                              |
| Hillary Clinton                 | 1 397                           | 39,95 %                         | 9                               |
| Autre                           | 21                              | 0,60 %                          | 0                               |
| Total                           | 3 497                           | 100 %                           | 24                              |

### District de Columbia
- Primaire : 12 février 2008

| Primaires démocrates du District de Columbia, 2008 | Primaires démocrates du District de Columbia, 2008 | Primaires démocrates du District de Columbia, 2008 | Primaires démocrates du District de Columbia, 2008 |
| Candidat                                           | Votes                                              | %                                                  | Délégués nationaux                                 |
| -------------------------------------------------- | -------------------------------------------------- | -------------------------------------------------- | -------------------------------------------------- |
| Barack Obama                                       | 93 386                                             | 75,31 %                                            | 12                                                 |
| Hillary Clinton                                    | 29 470                                             | 23,77 %                                            | 3                                                  |
| John Edwards                                       | 347                                                | 0,28 %                                             | 0                                                  |
| Dennis Kucinich                                    | 193                                                | 0,16 %                                             | 0                                                  |
| Bill Richardson                                    | 145                                                | 0,12 %                                             | 0                                                  |
| Autre                                              | 453                                                | 0,37 %                                             | 0                                                  |
| Total                                              | 123 994                                            | 100 %                                              | 15                                                 |

### Maryland
- Primaire : 12 février 2008

| Primaires démocrates du Maryland, 2008 | Primaires démocrates du Maryland, 2008 | Primaires démocrates du Maryland, 2008 | Primaires démocrates du Maryland, 2008 |
| Candidat                               | Votes                                  | %                                      | Délégués nationaux                     |
| -------------------------------------- | -------------------------------------- | -------------------------------------- | -------------------------------------- |
| Barack Obama                           | 523 587                                | 60,48 %                                | 42                                     |
| Hillary Clinton                        | 310 965                                | 35,92 %                                | 28                                     |
| John Edwards                           | 10 458                                 | 1,21 %                                 | 0                                      |
| Joe Biden                              | 3 762                                  | 0,43 %                                 | 0                                      |
| Bill Richardson                        | 2 087                                  | 0,24 %                                 | 0                                      |
| Dennis Kucinich                        | 1 896                                  | 0,22 %                                 | 0                                      |
| Mike Gravel                            | 800                                    | 0,09 %                                 | 0                                      |
| Chris Dodd                             | 789                                    | 0,09 %                                 | 0                                      |
| Autre                                  | 11 367                                 | 1,31 %                                 | 0                                      |
| Total                                  | 865 711                                | 100 %                                  | 70                                     |

### Virginie
- Primaire : 12 février 2008

| Primaires démocrates de Virginie, 2008 | Primaires démocrates de Virginie, 2008 | Primaires démocrates de Virginie, 2008 | Primaires démocrates de Virginie, 2008 |
| Candidat                               | Votes                                  | %                                      | Délégués nationaux                     |
| -------------------------------------- | -------------------------------------- | -------------------------------------- | -------------------------------------- |
| Barack Obama                           | 628 055                                | 63,66 %                                | 54                                     |
| Hillary Clinton                        | 349 829                                | 35,46 %                                | 29                                     |
| John Edwards                           | 5 207                                  | 0,53 %                                 | 0                                      |
| Dennis Kucinich                        | 1 625                                  | 0,16 %                                 | 0                                      |
| Bill Richardson                        | 991                                    | 0,10 %                                 | 0                                      |
| Joe Biden                              | 795                                    | 0,08 %                                 | 0                                      |
| Total                                  | 986 502                                | 100 %                                  | 83                                     |

### Hawaii
- Primaire : 19 février 2008

| Caucus démocrate de Hawaii , 2008 | Caucus démocrate de Hawaii , 2008 | Caucus démocrate de Hawaii , 2008 | Caucus démocrate de Hawaii , 2008 |
| Candidat                          | Votes                             | %                                 | Délégués Nationaux                |
| --------------------------------- | --------------------------------- | --------------------------------- | --------------------------------- |
| Barack Obama                      | 28 347                            | 75,74 %                           | 14                                |
| Hillary Clinton                   | 8 835                             | 23,61 %                           | 6                                 |
| Dennis Kucinich                   | 138                               | 0,37 %                            | 0                                 |
| John Edwards                      | 41                                | 0,11 %                            | 0                                 |
| Autres                            | 65                                | 0,17 %                            | 0                                 |
| Total                             | 37 426                            | 100 %                             | 20                                |

### Wisconsin
- Primaire : 19 février 2008

| Primaires Démocrates du Wisconsin , 2008 | Primaires Démocrates du Wisconsin , 2008 | Primaires Démocrates du Wisconsin , 2008 | Primaires Démocrates du Wisconsin , 2008 |
| Candidat                                 | Votes                                    | %                                        | Délégués Nationaux                       |
| ---------------------------------------- | ---------------------------------------- | ---------------------------------------- | ---------------------------------------- |
| Barack Obama                             | 646 007                                  | 58,13 %                                  | 42                                       |
| Hillary Clinton                          | 452 795                                  | 40,75 %                                  | 32                                       |
| John Edwards                             | 6 673                                    | 0,60 %                                   | 0                                        |
| Dennis Kucinich                          | 2 644                                    | 0,24 %                                   | 0                                        |
| Joe Biden                                | 756                                      | 0,07 %                                   | 0                                        |
| Bill Richardson                          | 535                                      | 0,05 %                                   | 0                                        |
| Mike Gravel                              | 518                                      | 0,05 %                                   | 0                                        |
| Christopher Dodd                         | 498                                      | 0,04 %                                   | 0                                        |
| Autres                                   | 859                                      | 0,08 %                                   | 0                                        |
| Total                                    | 1 111 285                                | 100 %                                    | 74                                       |

### Ohio
- Primaire : 4 mars 2008

| Primaires démocrates de l'Ohio, 2008 | Primaires démocrates de l'Ohio, 2008 | Primaires démocrates de l'Ohio, 2008 | Primaires démocrates de l'Ohio, 2008 |
| Candidat                             | Votes                                | %                                    | Délégués nationaux                   |
| ------------------------------------ | ------------------------------------ | ------------------------------------ | ------------------------------------ |
| Hillary Clinton                      | 1 212 362                            | 54,29 %                              | 75                                   |
| Barack Obama                         | 982 489                              | 44,00 %                              | 66                                   |
| John Edwards                         | 38 305                               | 1,72 %                               | 0                                    |
| Total                                | 2 233 156                            | 100 %                                | 141                                  |

### Rhode Island
- Primaire : 4 mars 2008

| Primaires démocrates du Rhode Island, 2008 | Primaires démocrates du Rhode Island, 2008 | Primaires démocrates du Rhode Island, 2008 | Primaires démocrates du Rhode Island, 2008 |
| Candidat                                   | Votes                                      | %                                          | Délégués nationaux                         |
| ------------------------------------------ | ------------------------------------------ | ------------------------------------------ | ------------------------------------------ |
| Hillary Clinton                            | 108 750                                    | 58,46 %                                    | 13                                         |
| Barack Obama                               | 75 115                                     | 40,38 %                                    | 8                                          |
| John Edwards                               | 1 132                                      | 0,61 %                                     | 0                                          |
| Autres                                     | 1 039                                      | 0,56 %                                     | 0                                          |
| Total                                      | 186 036                                    | 100 %                                      | 21                                         |

### Texas
- Primaire : 4 mars 2008

| Primaires démocrates du Texas, 2008 | Primaires démocrates du Texas, 2008 | Primaires démocrates du Texas, 2008 | Primaires démocrates du Texas, 2008 |
| Candidat                            | Votes                               | %                                   | Délégués nationaux                  |
| ----------------------------------- | ----------------------------------- | ----------------------------------- | ----------------------------------- |
| Hillary Clinton                     | 1 459 814                           | 50,89 %                             | 95                                  |
| Barack Obama                        | 1 358 785                           | 47,37 %                             | 98                                  |
| John Edwards                        | 30 012                              | 1,05 %                              | 0                                   |
| Bill Richardson                     | 10 769                              | 0,38 %                              | 0                                   |
| Joe Biden                           | 5 327                               | 0,19 %                              | 0                                   |
| Chris Dodd                          | 3 747                               | 0,13 %                              | 0                                   |
| Total                               | 2 868 454                           | 100 %                               | 193                                 |

### Vermont
- Primaire : 4 mars 2008

| Primaires démocrates du Vermont, 2008 | Primaires démocrates du Vermont, 2008 | Primaires démocrates du Vermont, 2008 | Primaires démocrates du Vermont, 2008 |
| Candidat                              | Votes                                 | %                                     | Délégués nationaux                    |
| ------------------------------------- | ------------------------------------- | ------------------------------------- | ------------------------------------- |
| Barack Obama                          | 91 770                                | 59,37 %                               | 9                                     |
| Hillary Clinton                       | 59 828                                | 38,71 %                               | 6                                     |
| John Edwards                          | 1 966                                 | 1,27 %                                | 0                                     |
| Dennis Kucinich                       | 1 002                                 | 0,65 %                                | 0                                     |
| Total                                 | 154 566                               | 100 %                                 | 15                                    |

### Wyoming
- Caucus : 8 mars 2008

| Caucus démocrate du Wyoming, 2008 | Caucus démocrate du Wyoming, 2008 | Caucus démocrate du Wyoming, 2008 | Caucus démocrate du Wyoming, 2008 |
| Candidat                          | Votes                             | %                                 | Délégués nationaux                |
| --------------------------------- | --------------------------------- | --------------------------------- | --------------------------------- |
| Barack Obama                      | 5 378                             | 61,44 %                           | 7                                 |
| Hillary Clinton                   | 3 311                             | 37,83 %                           | 5                                 |
| Autres                            | 64                                | 0,73 %                            | 0                                 |
| Total                             | 8 753                             | 100 %                             | 12                                |

### Mississippi
- Primaire : 11 mars 2008

| Primaires démocrates du Mississippi, 2008 | Primaires démocrates du Mississippi, 2008 | Primaires démocrates du Mississippi, 2008 | Primaires démocrates du Mississippi, 2008 |
| Candidat                                  | Votes                                     | %                                         | Délégués nationaux                        |
| ----------------------------------------- | ----------------------------------------- | ----------------------------------------- | ----------------------------------------- |
| Barack Obama                              | 253 441                                   | 60,71 %                                   | 19                                        |
| Hillary Clinton                           | 154 852                                   | 37,10 %                                   | 14                                        |
| John Edwards                              | 3 841                                     | 0,92 %                                    | 0                                         |
| Joe Biden                                 | 1 768                                     | 0,42 %                                    | 0                                         |
| Bill Richardson                           | 1 339                                     | 0,32 %                                    | 0                                         |
| Dennis Kucinich                           | 891                                       | 0,21 %                                    | 0                                         |
| Chris Dodd                                | 718                                       | 0,17 %                                    | 0                                         |
| Mike Gravel                               | 578                                       | 0,14 %                                    | 0                                         |
| Total                                     | 417 428                                   | 100 %                                     | 33                                        |

### Pennsylvanie
- Primaire : 22 avril 2008

| Primaires démocrates de la Pennsylvanie, 2008 | Primaires démocrates de la Pennsylvanie, 2008 | Primaires démocrates de la Pennsylvanie, 2008 | Primaires démocrates de la Pennsylvanie, 2008 |
| Candidat                                      | Votes                                         | %                                             | Délégués nationaux                            |
| --------------------------------------------- | --------------------------------------------- | --------------------------------------------- | --------------------------------------------- |
| Hillary Clinton                               | 1 260 444                                     | 54,64 %                                       | 85                                            |
| Barack Obama                                  | 1 046 220                                     | 45,36 %                                       | 73                                            |
| Total                                         | 2 306 664                                     | 100 %                                         | 158                                           |

### Guam
- Primaire : 3 mai 2008

| Primaires démocrates de Guam, 2008 | Primaires démocrates de Guam, 2008 | Primaires démocrates de Guam, 2008 | Primaires démocrates de Guam, 2008 |
| Candidat                           | Votes                              | %                                  | Délégués nationaux                 |
| ---------------------------------- | ---------------------------------- | ---------------------------------- | ---------------------------------- |
| Barack Obama                       | 2 264                              | 50,08 %                            | 2                                  |
| Hillary Clinton                    | 2 257                              | 49,92 %                            | 2                                  |
| Total                              | 4 521                              | 100 %                              | 4                                  |

### Caroline du Nord
- Primaire : 6 mai 2008

| Primaires démocrates de Caroline du Nord, 2008 | Primaires démocrates de Caroline du Nord, 2008 | Primaires démocrates de Caroline du Nord, 2008 | Primaires démocrates de Caroline du Nord, 2008 |
| Candidat                                       | Votes                                          | %                                              | Délégués nationaux                             |
| ---------------------------------------------- | ---------------------------------------------- | ---------------------------------------------- | ---------------------------------------------- |
| Barack Obama                                   | 887 391                                        | 56,14 %                                        | 65                                             |
| Hillary Clinton                                | 657 847                                        | 41,61 %                                        | 50                                             |
| Mike Gravel                                    | 12 448                                         | 0,79 %                                         | 0                                              |
| Pas de préférence                              | 23 123                                         | 1,46 %                                         | 0                                              |
| Total                                          | 1 580 809                                      | 100 %                                          | 115                                            |

### Indiana
- Primaire : 6 mai 2008

| Primaire démocrates de l'Indiana, 2008 | Primaire démocrates de l'Indiana, 2008 | Primaire démocrates de l'Indiana, 2008 | Primaire démocrates de l'Indiana, 2008 |
| Candidat                               | Votes                                  | %                                      | Délégués nationaux                     |
| -------------------------------------- | -------------------------------------- | -------------------------------------- | -------------------------------------- |
| Hillary Clinton                        | 638 274                                | 50,89 %                                | 39                                     |
| Barack Obama                           | 615 862                                | 49,11 %                                | 33                                     |
| Total                                  | 1 254 136                              | 100 %                                  | 72                                     |

### Virginie-Occidentale
- Primaire : 13 mai 2008

| Primaires démocrates de Virginie-Occidentale, 2008 | Primaires démocrates de Virginie-Occidentale, 2008 | Primaires démocrates de Virginie-Occidentale, 2008 | Primaires démocrates de Virginie-Occidentale, 2008 |
| Candidats                                          | Votes                                              | %                                                  | Délégués nationaux                                 |
| -------------------------------------------------- | -------------------------------------------------- | -------------------------------------------------- | -------------------------------------------------- |
| Hillary Clinton                                    | 239 062                                            | 66,92 %                                            | 20                                                 |
| Barack Obama                                       | 91 652                                             | 25,89 %                                            | 8                                                  |
| John Edwards                                       | 24 009                                             | 7,19 %                                             | 0                                                  |
| Total                                              | 333 992                                            | 100 %                                              | 28                                                 |

### Kentucky
- Primaire : 20 mai 2008

| Primaires démocrate du Kentucky, 2008 | Primaires démocrate du Kentucky, 2008 | Primaires démocrate du Kentucky, 2008 | Primaires démocrate du Kentucky, 2008 |
| Candidats                             | Votes                                 | %                                     | Délégués nationaux                    |
| ------------------------------------- | ------------------------------------- | ------------------------------------- | ------------------------------------- |
| Hillary Clinton                       | 459 160                               | 65,52 %                               | 37                                    |
| Barack Obama                          | 209 891                               | 29,95 %                               | 14                                    |
| Pas de préférence                     | 17 529                                | 2,50 %                                | 0                                     |
| John Edwards                          | 14 203                                | 2,03 %                                | 0                                     |
| Total                                 | 700 783                               | 100 %                                 | 51                                    |

### Oregon
- Primaire : 20 mai 2008

| Primaires démocrates d'Oregon, 2008 | Primaires démocrates d'Oregon, 2008 | Primaires démocrates d'Oregon, 2008 | Primaires démocrates d'Oregon, 2008 |
| Candidats                           | Votes                               | %                                   | Délégués nationaux                  |
| ----------------------------------- | ----------------------------------- | ----------------------------------- | ----------------------------------- |
| Barack Obama                        | 323 053                             | 57,69 %                             | 31                                  |
| Hillary Clinton                     | 232 106                             | 41,45 %                             | 21                                  |
| Write-in (?)                        | 4 831                               | 0,86 %                              | 0                                   |
| Total                               | 559 990                             | 100 %                               | 52                                  |

### Porto Rico
- Primaire : 1er juin 2008

| Primaires démocrates de Puerto Rico, 2008 | Primaires démocrates de Puerto Rico, 2008 | Primaires démocrates de Puerto Rico, 2008 | Primaires démocrates de Puerto Rico, 2008 |
| Candidats                                 | Votes                                     | %                                         | Délégués nationaux                        |
| ----------------------------------------- | ----------------------------------------- | ----------------------------------------- | ----------------------------------------- |
| Hillary Clinton                           | 263 120                                   | 67,73 %                                   | 38                                        |
| Barack Obama                              | 121 458                                   | 31,27 %                                   | 17                                        |
| Pending                                   | 1 650                                     | 0,42 %                                    | 0                                         |
| Blank Ballots                             | 1 071                                     | 0,28 %                                    | 0                                         |
| Provisional Ballot                        | 1 178                                     | 0,30 %                                    | 0                                         |
| Total                                     | 388 477                                   | 100 %                                     | 55                                        |

### Dakota du Sud
- Primaire : 3 juin 2008

| Primaires démocrates du Dakota du Sud, 2008 | Primaires démocrates du Dakota du Sud, 2008 | Primaires démocrates du Dakota du Sud, 2008 | Primaires démocrates du Dakota du Sud, 2008 |
| Candidats                                   | Votes                                       | %                                           | Délégués nationaux                          |
| ------------------------------------------- | ------------------------------------------- | ------------------------------------------- | ------------------------------------------- |
| Hillary Clinton                             | 51 179                                      | 55,34 %                                     | 9                                           |
| Barack Obama                                | 43 726                                      | 44,66 %                                     | 6                                           |
| Total                                       | 97 905                                      | 100 %                                       | 15                                          |

### Montana
- Primaire : 3 juin 2008

| Primaires démocrates du Montana, 2008, | Primaires démocrates du Montana, 2008, | Primaires démocrates du Montana, 2008, | Primaires démocrates du Montana, 2008, |
| Candidats                              | Votes                                  | %                                      | Délégués nationaux                     |
| -------------------------------------- | -------------------------------------- | -------------------------------------- | -------------------------------------- |
| Barack Obama                           | 102 373                                | 56,43 %                                | 9                                      |
| Hillary Clinton                        | 74 792                                 | 41,23 %                                | 7                                      |
| Pas de préférence                      | 4 258                                  | 2,35 %                                 | 0                                      |
| Total                                  | 181 423                                | 100 %                                  | 16                                     |